# Révérendissime
Révérendissime est un prédicat honorifique donné à certaines personnalités religieuses de haut rang, essentiellement au sein des dénominations historiques du christianisme, mais occasionnellement aussi dans des traditions plus modernes. Il s'agit d'une variante du prédicat plus courant Révérend.

## Anglicanisme
Dans l'Anglicanisme, le prédicat est appliqué aux archevêques (incluant ceux qui, pour des raisons historiques, porte un titre alternatif, tel qu'évêque président). Révérendissime est employé par deux primats (l'archevêque supérieur de chaque église indépendante nationale ou régionale) et les évêques métropolites (comme métropolite d'une province ecclésiastique au sein d'une église nationale ou régionale).

## Catholicisme
Dans l'église catholique, deux systèmes différents peuvent être trouvés. En Angleterre, Écosse, ainsi qu'au Pays de Galles, et dans un nombre de nations du Commonwealth, le système est identique à celui décrit pour l'Anglicanisme. Les archevêques portent le prédicat Révérendissime. Dans d'autres pays, tous les évêques sont appelés Révérendissime, ainsi que monseigneur du rang du protonotaire apostolique de numero.
Par habitude, ce titre est employé pour les Ministres Généraux des branches variées de l'Ordre des Frères mineurs ainsi que du Tiers-Ordre franciscain.

## Orthodoxie
Dans la tradition orthodoxe, les archevêques sous le Patriarcat œcuménique (ceux qui ne sont pas les primats des églises autocéphales) et métropolites sont appelés Révérendissime.

## Autres dénominations
Dans certains dénominations chrétiennes modernes, Révérendissime est employé pour mentionner les archevêques et les évêques présidents, ou simplement parfois aux pasteurs supérieurs des églises.